# Daniel Vertangen

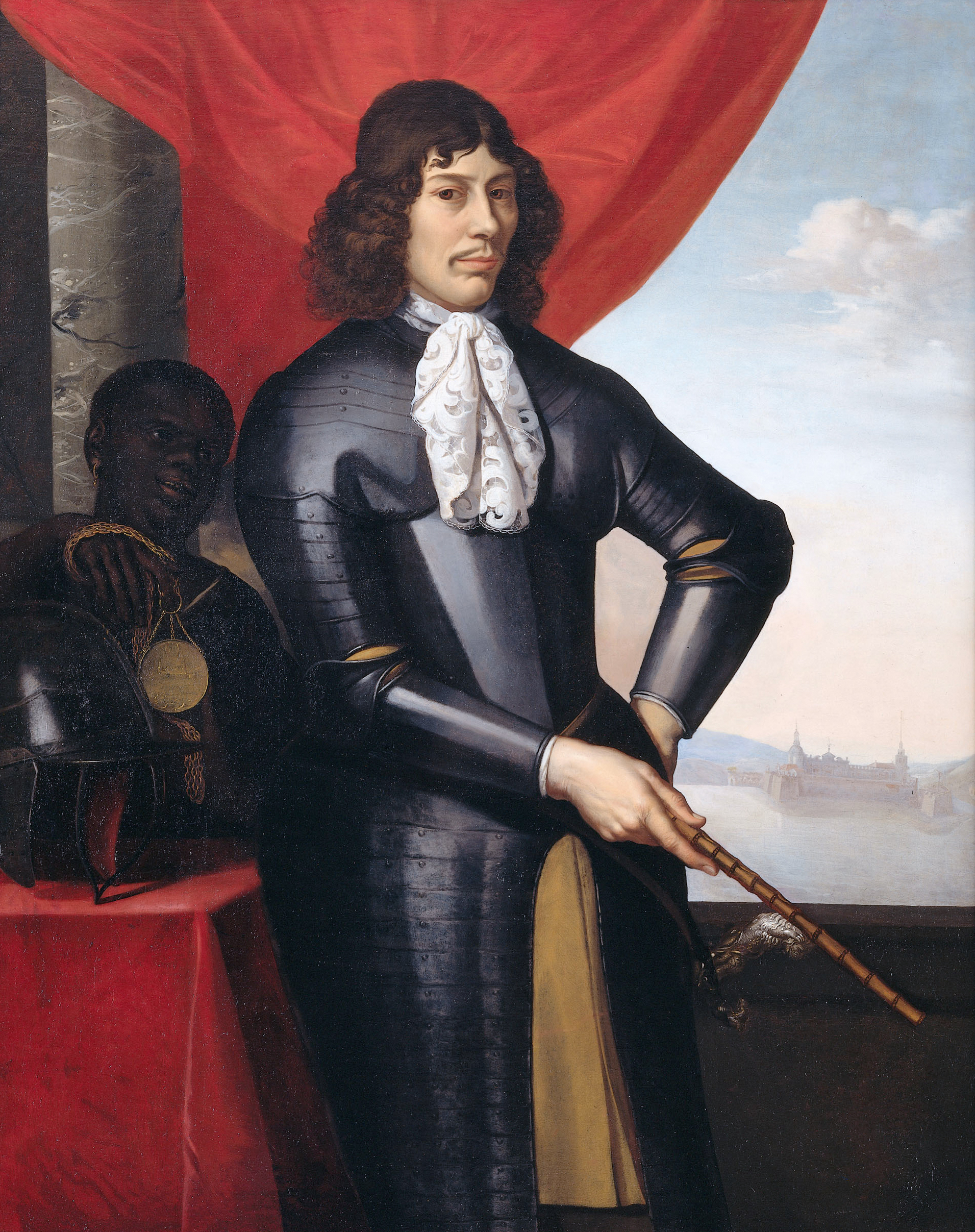
Ritratto di Jan Valckenburgh

Daniel Vertangen (Amsterdam o L'Aia, 4 gennaio 1601 – Amsterdam, 1681 - 1684) è stato un pittore e disegnatore olandese del secolo d'oro.

## Biografia
È spesso citato come allievo di Cornelis van Poelenburch, anche se non esiste una documentazione in merito, probabilmente nel periodo precedente e fino al 1617, mentre quando si considerano gli anni a partire dal 1626, cioè dopo il ritorno del maestro da Roma, più che di apprendistato si deve parlare di collaborazione tra i due pittori per motivi anagrafici. Secondo Golahny, Vertangen può essere annoverato tra i più importanti e apprezzati allievi del Poelenburch, assieme a Dirck van der Lisse, Jan van Haensbergen e Abraham van Cuylenborch, anche se non è certo che quest'ultimo fosse effettivamente un allievo, ma piuttosto un seguace.
Vertangen lavorò soprattutto ad Amsterdam, ma anche ad Amburgo e in Danimarca dal 1658 al 1659.
Si dedicò a svariati generi di pittura: pittura di genere, paesaggistica, ritratti, dipinse soggetti storici, mitologici e religiosi. I suoi paesaggi, arricchiti da figure mitologiche o bibliche, erano eseguiti in uno stile simile a quello del Poelenburch degli anni 1630 e successivi, tanto da creare problemi di attribuzione. Inoltre, Vertangen eseguì copie firmate da opere di Cornelis van Poelenburch, come Grotta con ninfe, e opere, soprattutto paesaggi, nella maniera del maestro, talvolta firmate C.P.. Successivamente si dedicò alla pittura più remunerativa di ritratti, come fece anche Dirck van der Lisse.
Secondo il Pilkington, Vertangen imitò il Poelenburch, non solo per quanto riguarda l'utilizzo del colore, ma anche nello stile di composizione, perciò svariate sue opere furono erroneamente attribuite al suo maestro. Nonostante ciò le sue opere furono generalmente di qualità inferiore a quelle del Poelenburch.

## Opere
- Ritratto di Jan Valckenburgh, olio su tela, 102,0 x 128,3 cm, Rijksmuseum, Amsterdam[5]
- Ritratto di Dina Lems, moglie di Jan Valckenburgh, olio su tela, 102,0 x 128,3 cm, 1675 c., Rijksmuseum, Amsterdam, firmata c.l. Vertangen, F[6]
- Assalto a Copenaghen nella notte tra il 10 e l'11 febbraio 1659, 1659[7]
- Riposo di Diana al ritorno dalla caccia attorniata da molte ninfe all'interno di una grotta[8]
- Paesaggio montuoso e boscoso, con fiume e cascata e figure tra cui un eunuco battezzato da un vecchio, olio su tavola[8]
- Ninfe al bagno[8]
- Il riposo di Diana[8]
- Il rapimento d'Europa, olio su tavola[8]
- Il riposo durante la fuga in Egitto all'interno di un paesaggio con rovine e altre figure, olio su tavola[8]
- Festa di Dei nell'Olimpo, olio su tavola[8]
- Satiro spia una ninfa addormentata[8]
- Paesaggio con in primo piano Mercurio e alcune ninfe, olio su tela[8]